# 氟钛酸盐
氟钛酸盐又称六氟合钛酸盐，通常指含有+4价钛的TiF62-盐类。

## 制备
氟钛酸盐可由六氟合钛酸和金属或其碳酸盐、氢氧化物反应得到：
Fe + H2TiF6 → FeTiF6 + H2↑

## 钛(III)氟配合物
+3价钛也能形成氟配合物，如TiF52-和TiF63-。